# Taare Zameen Par
Taare Zameen Par (em hindi:  तारे ज़मीन पर; em inglês:  Like Stars on Earth) é um filme indiano de 2007, dos gêneros infantil e comédia dramática, dirigido por Aamir Khan, que também atua, no papel do professor Nikumbh. 
O filme estreou nos cinemas em 21 de dezembro de 2007 e foi lançado em DVD  em 2008 na Índia como Taare Zameen Par e em 2010 seus direitos foram comprados pela Walt Disney Home Entertainment para ser distribuído comercialmente no Reino Unido, Estados Unidos e Austrália, como Like Stars on Earth.

## Sinopse
Ishaan é um garoto de nove anos que tem pouquíssimos amigos. Vive com sua família em uma pequena comunidade da Índia. Ishaan apresenta muitas dificuldades na escola, tendo sido reprovado no ano anterior e tendo risco de ser reprovado novamente. Já seu irmão, Yohan, é o melhor da classe, com notas altíssimas e um grande sucesso nos esportes também. Após uma reunião com os professores de Ishaan, que informam aos pais que o menino não apresenta avanços na escola, o pai decide enviar o garoto a um colégio interno para que seja disciplinado e consiga êxito nos estudos. Após um período em que Ishaan se sente cada vez mais triste e solitário, sofrendo severas punições dos professores, ele conhece o professor Nikumbh, que além do trabalho no colégio, leciona também em um colégio para crianças com necessidades especiais. É o professor Nikumbh que descobre que Ishaan tem dislexia e, com ajuda dele, junto com os outros professores e com a família de Ishaan, o garoto começa a compreender o mundo da leitura e da escrita e vê sua infância tomar um rumo diferente.

## Elenco
| Ator/Atriz      | Personagem                                 |
| --------------- | ------------------------------------------ |
| Darsheel Safary | Ishaan Awasthi                             |
| Aamir Khan      | Ram Shankar Nikumbh (Professor Nikumbh)    |
| Tisca Chopra    | Maya Awasthi (mãe de Ishaan)               |
| Vipin Sharma    | Nandkishore Awasthi (pai de Ishaan)        |
| Sachet Engineer | Yohaan Awasthi (irmão de Ishaan)           |
| Tanay Chheda    | Rajan Damodran                             |
| M.K. Raina      | Diretor                                    |
| Lalita Lajmi    | Ela mesma (juíza da competição de pintura) |